# Орден Републике
Орден Републике (мкд. Орден на Републиката; словен. Red republike) је био одликовање Социјалистичке Федеративне Републике Југославије у три реда.
Орден Републике првог, другог и трећег реда установио је председник Федеративне Народне Републике Југославије Јосип Броз Тито 2. јула 1960. године као одликовање за грађанске заслуге. Одликовање се додељивао појединцима, установама, друштвено-политичким организацијама за „личне заслуге на пољу јавне делатности којом се доприноси општем напретку земље“. Оваква формулација довела је до тога да је и овај орден, пре свега, додељиван политичким делатницима. Законом о изменама и допунама Закона о одликовањима ФНРЈ од 1. марта 1961. извршена је измена назива ордена, па је од тада орден имао следеће редове:
- Орден Републике са златним венцем (раније Орден Републике I реда) - 10. у важносном реду југословенских одликовања.
- Орден Републике са сребрним венцем (раније Орден Републике II реда) - 18. у важносном реду југословенских одликовања.
- Орден Републике са бронзаним венцем (раније Орден Републике III реда) - 27. у важносном реду југословенских одликовања.

Од маја 1961. до 31. децембра 1985. године, додељено је 1,150 Ордена Републике са златним венцем (I реда), 6,310 Ордена Републике са сребрним венцем (II реда) и 11,088 Ордена Републике са бронзаним венцем (III реда).

### Изглед и траке одликовања
Аутор Ордена Републике био је Сретен Докић. Орден димензија ø 70 mm, састоји се од стилизоване петокраке израђене од комбинације злата и белог емајла, међу чије је краке уметнуто пет малих црвених петокрака. У централном медаљону налази се златни државни грб уоквирен златном плетеницом. У првом степену црвене петокраке су од 25 рубина, а на плетеници је шест брилијаната, који су касније замењени емајлом. Орден се носио директно причвршћен, на десној страни груди. Ово је био последњи југословенски орден основан у СФР Југославији.
| Орден Републике са златним венцем | Орден Републике са сребрним венцем | Орден Републике са бронзаним венцем |
| --------------------------------- | ---------------------------------- | ----------------------------------- |
| Изглед одликовања                 |                                    |                                     |
|                                   |                                    |                                     |
| Траке одликовања                  |                                    |                                     |
|                                   |                                    |                                     |